# ناحیه برگنتس
ناحیه برگنتس (به آلمانی: Bregenz District) یک ناحیه در اتریش است که در فورآرلبرگ واقع شده‌است. ناحیه برگنتس ۱۳۰٬۴۲۵ نفر جمعیت دارد.